# 八代村 (山梨県)
八代村（やつしろむら）は山梨県東八代郡にあった村。現在の笛吹市八代地区の北半にあたる。

## 地理
- 河川：笛吹川

## 歴史
- 1941年（昭和16年）4月1日 - 南八代村・北八代村・高家村・岡村・増田村が合併して発足。
- 1956年（昭和31年）5月3日 - 御所村と合併して八代町が発足。同日八代村廃止。